# 歴程
『歴程』（れきてい）は、現代詩の同人雑誌。編集本部は静岡県熱海市にある。

## 沿革
昭和10年（1935年）5月に、草野心平・中原中也・逸見猶吉・岡崎清一郎・尾形亀之助・高橋新吉・菱山修三・土方定一の8名によって創刊され、戦時中の昭和19年（1944年）にいったん中断した。宮沢賢治も物故同人であり、遺稿は同誌に掲載された。戦前は、山之口貘・伊藤信吉・尾崎喜八・小野十三郎・藤原定らも参加した。戦後の昭和22年（1947年）に復刊され、草野を中心に新同人を集めつつ、原則月刊誌として、通巻500号を超えてなお刊行中である。
戦後は、安西均・安東次男・石垣りん・井上靖・入沢康夫・金井直・北杜夫・串田孫一・黒田三郎・渋沢孝輔・葉紀甫・宗左近・高田博厚・谷川俊太郎・田村隆一・辻まこと・粒来哲蔵・中上健次・野上彰・山本健吉・山本太郎・山本道子・吉原幸子・吉行理恵らが同人として参加。また長谷川龍生・新藤凉子・粟津則雄も同人として活躍した。

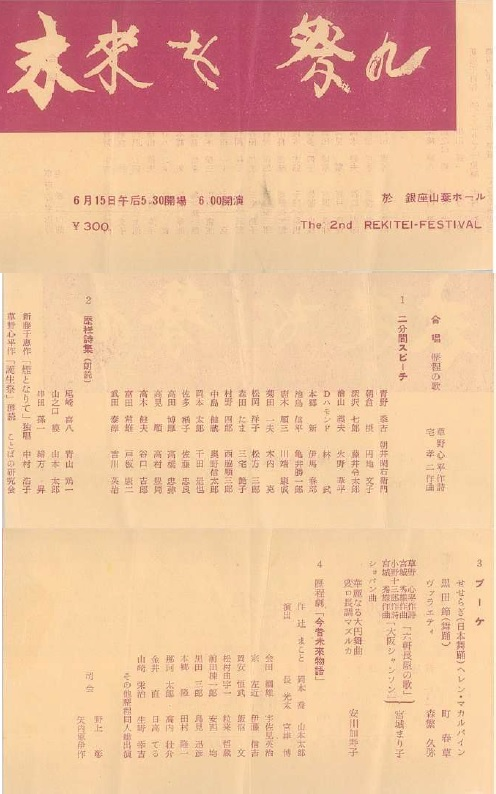
1959年6月15日開催の歴程祭パンフ

現在の主な同人は、相沢正一郎・岩佐なを・小笠原鳥類・粕谷栄市・川口晴美・近藤洋太・高橋順子・野村喜和夫・平川綾真智・松尾真由美など。
戦前および戦後の詩の世界において、「歴程」の果たした役割は大きく、現在に至っても、優れた作品を創る詩人たちが集う同人雑誌と見られている。現在、同人は日本各地（東北から沖縄）におり、その数は約50名、全国に購読者、定期購読者を有している。また、藤村記念歴程賞および歴程新鋭賞を設け、年1回授賞者を決定している。

## 主な出典
- 歴程（れきてい) 日本近代文学館発行　昭和10年5月～昭和19年3月・全26冊